# Hans Michael Sablotny
Hans Michael Sablotny (* 2. März 1965 in Köln) ist ein deutscher Opern- und Konzertsänger (Tenor).

## Leben
Sablotny hat die Kindheit und Jugend in seiner Geburtsstadt verbracht und an einer Berufsschule in Köln das Fachabitur für Gestaltung abgelegt. Seit seinem 16. Lebensjahr spielte und sang er in mehreren Ensembles, wobei die Unterhaltungsmusik einschließlich Pop und Rock das Repertoire darstellte.
Im Jahre 1990 übersiedelte er berufsbedingt in die Schweiz, wo er von Yvonne Zollikofer, der Gründerin der Opernschule Zürich,
für den klassischen Gesang entdeckt und im Jahre 2000 durch ein Stipendium gefördert wurde. Bereits während der Gesangsausbildung unternahm er mit der Opernschule Zürich Tourneen durch die Deutschschweiz. Er besuchte das Konservatorium Zürich, ehe er von 2003 bis 2006 seine Studien beim Opernsänger Werner Mann vom Stadttheater Luzern und ab 2006 bei Peter Galliard von der Hamburgischen Staatsoper fortsetzte. Stimmtraining bei Roland Hermann in Zürich sowie Meisterkurse bei Bodil Gümoes, Peter Galliard und Hubert Saladin ergänzten seine musikalische Ausbildung.
Im Jahre 2003 gab er sein Bühnendebüt in der Rolle des Grafen Peter Homonay in der Operette „Der Zigeunerbaron“ von Johann Strauss an der Operettenbühne Bremgarten.
Engagements führten ihn an das Festspielhaus Bregenz, das Theater am Kornmarkt in Bregenz, das Theater Winterthur, das Gastspieltheater Zürich und an weitere Spielstätten in der Deutschschweiz.
Schwerpunkt seines Opern- und Operettenrepertoires ist das deutsche Charakterfach, er setzt sein Können im komischen Fach ein und übt im Bereich der Unterhaltungsmusik eine rege Konzerttätigkeit aus.
Sablotny ist Gründungsmitglied des Gesangstheaters „fünfTakt“, welches sich zum Ziel gesetzt hat, »die umfangreiche Literatur der Oper, Operette, dem Musical und der All Time Classics dem Publikum näher zu bringen, als es in einem Theater möglich ist«.

## Soziales Engagement
Nach dem Tōhoku-Erdbeben 2011 vom 11. März 2011, das zur Umweltkatastrophe in Japan geführt hat, ergriff Sablotny als einer der Hauptdarsteller einer Aufführung des „Theater Arth“ die Initiative für eine zusätzliche Benefiz-Aufführung. Alle rund 200 Mitwirkenden vor, auf und hinter der Bühne haben für die Zusatzaufführung auf ihre Gagen zu verzichtet und die Theater-Restaurantbetreiberin hat den Reinerlös an diesem Abend gleichfalls zur Verfügung gestellt. Dies und das ausverkaufte Haus erbrachten einen Gesamterlös von etwa 25.000 SFr., welcher für die Katastrophenopfer zur Verfügung gestellt wurde.

## Repertoire (Auswahl)

### Oper
- Zweiter Priester/Erster Geharnischter in Die Zauberflöte von Wolfgang Amadeus Mozart
- Erster und vierter Jude in Salome von Richard Strauss
- Ein Sänger in Der Rosenkavalier von Richard Strauss
- Dancaïro in Carmen von Georges Bizet

### Operette
- Falsacappa in Die Banditen von Jacques Offenbach
- Lotteringhi in Boccaccio von Franz von Suppè
- Gabriel von Eisenstein/Alfred/Dr. Blind in Die Fledermaus von Johann Strauss
- Camille de Rosillon in Die lustige Witwe von Franz Lehár

### Konzerte und Oratorien
- Misa Criolla von Ariel Ramírez
- Die Schöpfung Hob. XXI:2 von Joseph Haydn
- Messe Nr. 2 G-Dur op. 76 (Jubelmesse) von Carl Maria von Weber
- Krönungsmesse in C-Dur, KV 317 von Wolfgang Amadeus Mozart
- Oratorio de Noël op. 12 von Camille Saint-Saëns

### Unterhaltungsmusik
- Bésame mucho von Consuelo Velázquez
- True Love von Cole Porter
- Through the Barricades von Spandau Ballet
- Hol dir den Tag in dein Herz von Hans Michael Sablotny